# 1088 (szám)
Az 1088 (római számmal: MLXXXVIII) az 1087 és 1089 között található természetes szám.

## A szám a matematikában
A tízes számrendszerbeli 1088-as a kettes számrendszerben 10001000000, a nyolcas számrendszerben 2100, a tizenhatos számrendszerben 440 alakban írható fel.
Az 1088 páros szám, összetett szám. Kanonikus alakja 26 · 171, normálalakban az 1,088 · 103 szorzattal írható fel. Tizennégy osztója van a természetes számok halmazán, ezek növekvő sorrendben: 1, 2, 4, 8, 16, 17, 32, 34, 64, 68, 136, 272, 544 és 1088.
Az 1088 egyetlen szám valódiosztó-összegeként áll elő, ez az 1087².

## Csillagászat
- 1088 Mitaka kisbolygó